# Даница Дана Милосављевић
Даница Дана Милосављевић (Скопље, 12. новембар 1919 — Београд, 10. јун 2018) била је српски архитекта.
Била је супруга, прво сликара Славољуба Славе Богојевића, а потом архитекте Мирослава Мирка Јовановића. Такође, била је и најмлађа сестра нашег значајног сликара Предрага Пеђе Милосављевића.

## Изведени објекти
- Основна школа »Ђуро Ђаковић« (данас »Скадарлија«), Београд, 1959-1960.[тражи се извор]
- Предшколска установа »Браћа Срнић« (данас »Света Петка«), Београд, 1976-1980.[тражи се извор]